# Resident Evil: Damnation
Resident Evil: Damnation (No Brasil, Resident Evil: Condenação), conhecido como Biohazard: Damnation (バイオ ハザード ダム ネーション Baiohazādo: Damunēshon) no Japão, é um filme de animação em CGI criados pela Capcom e pela Sony Pictures Entertainment Japan.
O longa é uma sequência de Resident Evil: Degeneration, e foi lançado em 25 de Setembro de 2012 nos EUA e 24 de Outubro de 2012 no Brasil e por fim em 27 de outubro de 2012 no Japão.O filme conta com a tecnologia 3D para maior imersão.
O filme foi dirigido por Makoto Kamiya e produzido por Hiroyuki Kobayashi. Os acontecimentos se passa entre os jogos Resident evil 5 e Resident evil 6, abrindo porta para os Fãs da serie saber o que se passa entre esses dois jogos segundo argumenta o Diretor.

## Sinopse
Em pleno Leste europeu uma guerra vem sendo travada, em meio ao clima tenso desse conflito esta sendo usado armas biológicas, Leon S. Kennedy entra para descobrir sobre o uso de tais armas, o que o leva a se encontrar com a sedutora Ada Wong que tem seus truques.

## Elenco
| Personagem                   | Inglês           | Português Brasil |
| ---------------------------- | ---------------- | ---------------- |
| Leon S. Kennedy              | Matthew Mercer   | Felipe Grinnan   |
| Alexander 'Sasha' Kozachenko | Dave Wittenberg  | Nestor Chiesse   |
| Ingrid Hunnigan              | Salli Saffioti   |                  |
| JD                           | Val Tasso        | Wendel Bezerra   |
| Ivan Judanovich              | Robin Sachs      |                  |
| Ada Wong                     | Courtenay Taylor | Letícia Quinto   |
| Svetlana Belikova            | Wendee Lee       | Raquel Marinho   |

## Lançamento
Antes do lançamento, o filme ficou disponível digitalmente na PlayStation Store americana e no serviço Zune no Xbox 360 pelo preço de US$12.99 edição padrão e US$17.99 em HD, enquanto o DVD e o Blu-Ray foram lançados em 25 de setembro.

## Recepção
Nos cinemas japoneses o filme arrecadou um total de na sua abertura US$666.837 e alcançou  US$2.325.035 no total. Em vendas de Blu-Ray e DVD ele vendeu US$ 3.292.955.
Recebeu o premio na categoria de animação na 2013 International 3D Society Japan 3D Award.